# 패키지의 로망
《패키지의 로망》은 손노리가 10주년을 기념하여 그동안 만들었던 패키지 게임을 모은 합본 패키지이다. 원래 2004년 말에 발매할 예정이었으나 몇 번의 연기를 거쳐 2005년 초에 발매되었다. 윈도우 XP발매 이전에 나온 게임도 원활히 실행되도록 패치를 하였으나, 《어스토니시아 스토리》는 소스코드가 남아있지 않아 도스판을 그대로 포함하였다. 이 패키지에 포함된 게임들은 이전에 나왔던 것에 비하면 버그가 많이 줄어들어 대체로 즐기기에 무리 없는 수준이나, 완전히 없어지지는 않았다. 발매 직후 몇 가지 버그를 추가로 수정한 패치가 제작사 홈페이지에서 배포되었다.

## 내용물
- 손노리가 10년 동안 만든 게임 일곱 개와 특별 영상물
  - 어스토니시아 스토리 (CD) — 실행하려면 도스박스 같은 MS-DOS 에뮬레이터가 있어야 한다. 설명서에도 그러한 사항이 적혀 있다.
  - 다크사이드 스토리 (CD)
  - 포가튼 사가 (CD)
  - 강철제국 (CD)
  - 악튜러스 (DVD)
  - 화이트데이 (CD)
  - 어스토니시아 스토리 R (CD)
  - 스페셜 영상물 (DVD) — 손노리 페스티벌 특별 촬영물 등, 손노리 문화를 가득 담은 스페셜 DVD

- 인쇄물
  - 게임 설명서 — 패키지에 포함된 게임들의 설명서 스캔본
  - 히스토리 북 — 손노리의 10년 역사를 게임 중심으로 쓴 것
  - 광고 모음북 — 손노리가 10년 동안 낸 게임 광고 모음
  - 손노리군 만화책 — 시즌 1·2가 수록된 단행본
  - 손노리표 2005년 달력
  - 손노리 멤버십 카드 — 고유번호가 기재되어 있는 멤버십 카드

- 오리지널 사운드트랙 (2 CD) — 발매연기에 대한 보상으로 추가된 것이어서, 패키지 상자 안에 들어있지 않고 따로 동봉되었다.